# Blair Witch Volume II: The Legend of Coffin Rock
Blair Witch Volume II: The Legend of Coffin Rock es un videojuego de terror de tipo terror psicológico desarrollado por Human Head Studios y lanzado en otoño del año 2000 para Microsoft Windows.

## Historia
La trama se basa en la historia de la búsqueda de la niña Robin Weaver, perdido en el bosque y mencionado en la película original. Es también un personaje del videojuego anterior, Blair Witch Volume I: Rustin Parr.
El personaje principal es un soldado que sufre de amnesia. En 1886, gravemente herido, es encontrado en los bosques cerca de Burkittsville (Maryland) por la joven Robin y lo lleva a la granja de su abuela Bess. Al despertar, el soldado se da cuenta de que no recuerda su nombre ni lo que le pasó en el bosque. Por analogía con el personaje bíblico resucitado, Bess lo llama Lázaro y le pide que vaya a buscar a Robin, quien se fue al bosque mientras estaba inconsciente y no regresó.
En el transcurso de la búsqueda de la niña, su memoria regresa gradualmente. Recuerda que durante la Guerra de Secesión fue teniente en el Ejército de la Unión, y su nombre era Robert MacNicol. Fue enviado a Maryland después de la Batalla de Gettysburg, y el 24 de octubre de 1863, fue asignado para rastrear a los soldados confederados que se escondían en los bosques de Burkittsville y saqueaban la zona. Habiendo recibido a tres soldados bajo su mando, MacNicol se adentró en el bosque, donde los cuatro se encontraron con los espíritus malignos que vivían allí, lo que finalmente provocó la muerte de todo el destacamento.
Posteriormente, MacNicol se entera de que la niña debe formar parte del ritual sangriento que se lleva a cabo en Coffin Rock, intenta interrumpirlo y salvarla.

## Recepción
Recibió críticas "mixtas o medias", con una valoración del 56% en el agregador de reseñas Metacritic. Para octubre de 2001, se habían vendido aproximadamente 16 000 copias del juego en los Estados Unidos.
Para Next Generation, Daniel Erickson realizó la crítica de la edición de PC, dándole dos estrellas sobre cinco, contando que la secuela era corta y repetitiva, con problemas en el control de la cámara.
Otros servidores la puntuaron bajo, como Computer Gaming World, que le dio 1,5 estrellas (sobre 5), PC Gamer la suspendió con un 48% y ActionTrip tampoco la reseñó favorablemente, dándole una nota del 3,3 sobre 10. Otros medios fueron más benevolentes con la secuela, como Eurogamer, que le dio un 6 sobre 10, IGN (6,7), GameSpy (un 7) o GameZone, que fue la que mejor resaltó el trabajo con un notable.